# Butelie pentru scufundări
Butelia este un recipient ce are rolul de a stoca aerul comprimat la o presiune suficient de mare încât să asigure scafandrului o autonomie convenabilă.

## Descriere
Până în anul 1970, buteliile erau construite numai din oțel. După anul 1970, buteliile au fost realizate și din aliaje de aluminiu, iar mai recent din aliaje de titan sau din materiale speciale, cu fibre de carbon. 

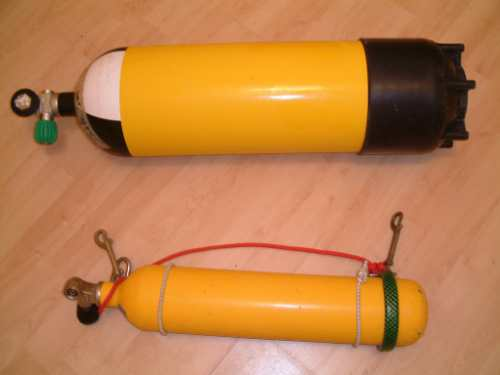
Butelii cu capacitate de 12 l şi 3 l

Capacitatea buteliei este exprimată în litri de aer la condiții normale (lN), adică la presiunea atmosferică și la 20 °C. Capacitatea unei butelii pentru scufundare poate fi cuprinsă între aproximativ 400 lN până la aproximativ 3 000 lN. Neîncărcate, buteliile au o capacitate de 3 ... 15 lN, ceea ce reprezintă volumul interior al buteliei.
Butelia cu capacitatea de 2 000 lN este cea mai des utilizată butelie de scufundare. Această butelie realizată din oțel, cântărește goală circa 13 kg iar plină aproximativ 16 kg, are o lungime de circa 60 cm și un diametru de aproximativ 20 cm. Butelia poate fi încărcată cu aer până la presiunea de 150 bar (în scară manometrică) sau până la presiunea de 200 bar (sc. man.). Durata autonomiei scafandrului, asigurată de aerul comprimat din butelie, variază în funcție de adâncimea de imersie, durata scufundării, capacitatea plămânilor, activitatea depusă de scafandru, temperatura apei etc.
Butelia cu capacitate de 3 lN este butelie de securitate fiind utilizată numai pentru cazuri de urgență. Se fixează fie de vesta de salvare fie de butelia principală.

Butelia de securitate este folosită și de către scafandri profesioniști în lucrări de scufundare cu alimentare de la suprafață și este încărcată cu amestecul respirator cu care scafandrul este alimentat prin cablul ombilical, aer sau amestec heliu-oxigen (Heliox).
Pentru a forma o rezervă de aer mai importantă, buteliile pot fi legate în baterie câte două sau chiar trei.  Buteliile de scufundare sunt, de asemenea, prevăzute la partea lor inferioară cu suporți care au rolul de a le proteja la lovituri și de a le menține în poziție verticală atunci când sunt depuse pe o suprafață solidă orizontală. Există și suporți perforați care sunt de preferat celor neperforați deoarece aceștia din urmă păstrează apa pătrunsă între butelie și suport, ceea ce produce în timp corodarea locală a buteliei.

## Protecția buteliilor
Fenomenul de coroziune este prezent atât la buteliile din oțel cât și la buteliile din aluminiu. Diferența constă în faptul că pe oțel se formează rugina, iar pe aluminiu se formează oxidul de aluminiu.
Când oțelul din care este executată butelia este supus fenomenului de coroziune, oxigenul se combină cu acesta formând rugina. Rugina este mult mai moale decât oțelul și de aceea se sfărâmă și cade. Apa sărată accentuează procesul de coroziune. Cu o cantitate suficientă de oxigen, apă și sare, rugina poate penetra treptat peretele buteliei.
În cazul buteliilor din aluminiu, atunci când oxigenul intră în combinație cu aluminiul, se formează oxidul de aluminiu, de culoare cenușie. Acest oxid care se formează în interiorul buteliei, rămâne fixat pe metal nepermițând oxigenului să intre din nou în contact cu aluminiul. Din această cauză, stratul de oxid de aluminiu împiedică continuarea fenomenului de coroziune atât timp cât acest strat cu rol de protecție nu este îndepărtat.
Buteliile de scufundare trebuie acoperite la interior și la exterior cu anumite straturi de protecție. Buteliile din oțel trebuie galvanizate la exterior pentru a le proteja de coroziune, iar peste stratul de zinc se poate aplica un strat de vinyl sau de epoxy cu o anumită culoare, strat ce asigură o protecție suplimentară. Aceste straturi prezintă însă dezavantajul că, în cazul în care sunt zgâriate, se poate forma rugina sub ele. Buteliile din oțel nu se galvanizează la interior deoarece zincul este toxic în cantități mari. Se poate folosi epoxy pentru protecție anticorozivă cu condiția ca stratul de epoxy aplicat la interior să adere perfect la metal.
Buteliile din aluminiu trebuie să fie prevăzute la exterior cu un strat de vinyl sau epoxy. Ele se metalizează la interior printr-un procedeu de oxidare anodică.

## Inscripționarea buteliilor de scufundare
Buteliile cu aer comprimat, ca orice recipient de înaltă presiune, trebuie inscripționate la partea lor superioară. Această inscripționare conține o serie de numere, litere și simboluri care descriu și identifică butelia și, de asemenea, constituie o evidență a testelor hidraulic.
Buteliile de scufundare fabricate în România vor fi marcate prin poansonare, conform prescripțiilor tehnice ISCIR, cu următoarele date: 
- denumirea sau emblema firmei constructoare ( )
- anul și numărul de fabricație (84/1459);
- simbolul tratamentului termic (I);
- limita de curgere a materialului, în N/mm² (770);
- simbolul materialului corpului buteliei (44 Cr6);
- grosimea minimă a peretelui, în mm (5,3);
- masa buteliei goale, în kg (12,2);
- capacitatea în litri (12 LTR);
- denumirea gazului cu care se va încărca (aer comprimat);
- presiunea de încărcare (P.I.) în bar în sc. man. (200 bar);
- presiunea de încercare hidraulică (P.P.), în bar în sc. man. (300 bar);
- poansonul organului de verificare (O);
- data (luna, anul) verificării și scadența verificării (6-93-98)

Buteliile de scufundare fabricate în alte țări sunt inscripționate în mod asemănător cu cele fabricate în România, conform prescripțiilor tehnice specifice țării respective.

## Robinetele buteliilor de scufundare

Regulator cu conexiune DIN- și INT-cilindru.

Conexiune Yoke-sticlă conform ISO 12209-3 în vederea în secțiune.

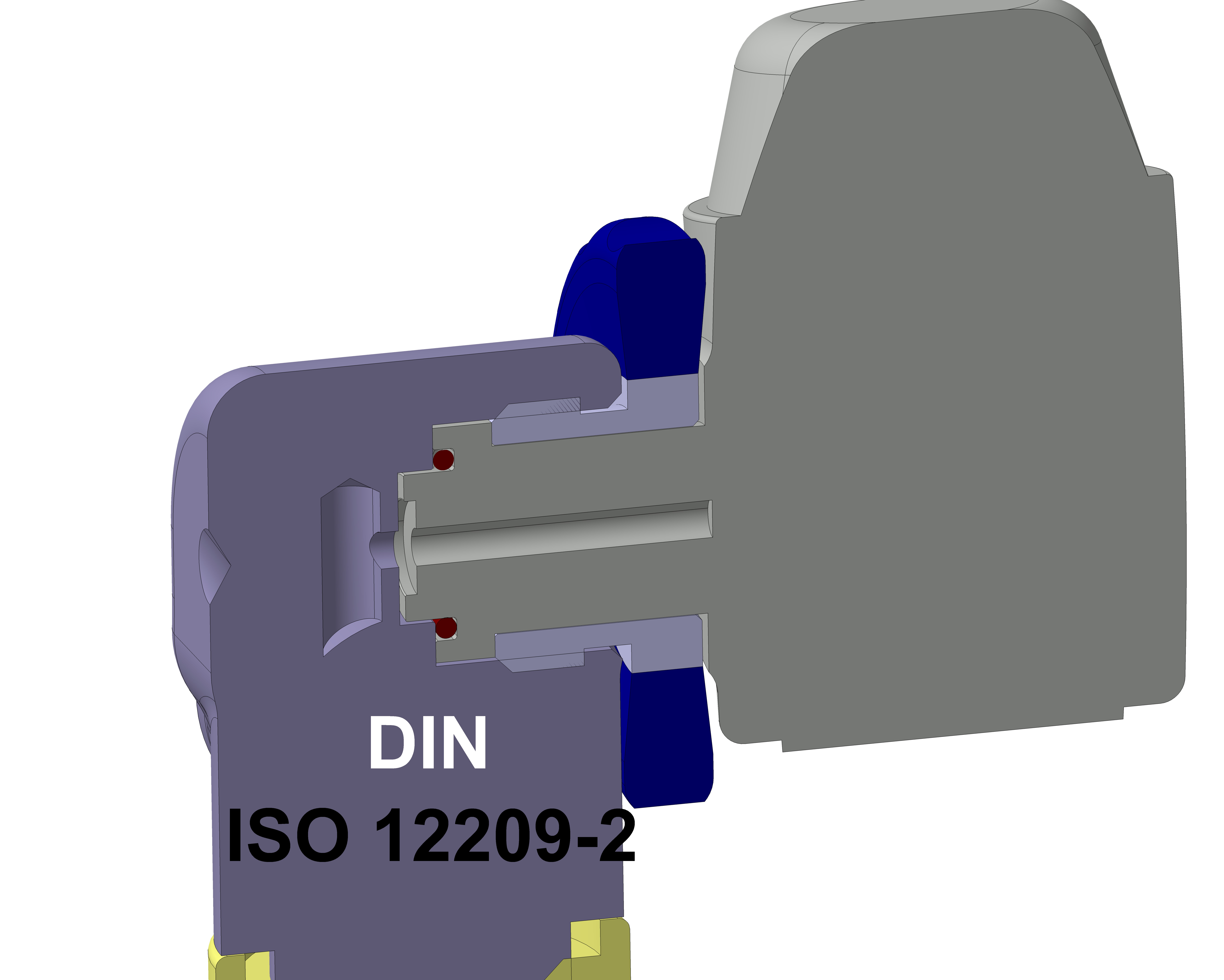
Conexiune DIN-sticlă conform ISO 12209-2 în vederea în secțiune.

Buteliile de scufundare sunt prevăzute la partea superioară cu un robinet pentru deschiderea și închiderea accesului aerului către detentor. Robinetul este înfiletat în butelie pentru a putea fi schimbat sau pentru inspectarea interiorului buteliei.
Robinetul buteliei de scufundare este de două tipuri: robinet fără sistem de rezervă și robinet cu sistem de rezervă.

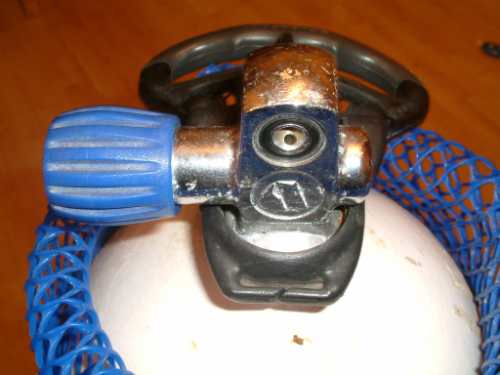
Robinet INT fără sistem de rezervă

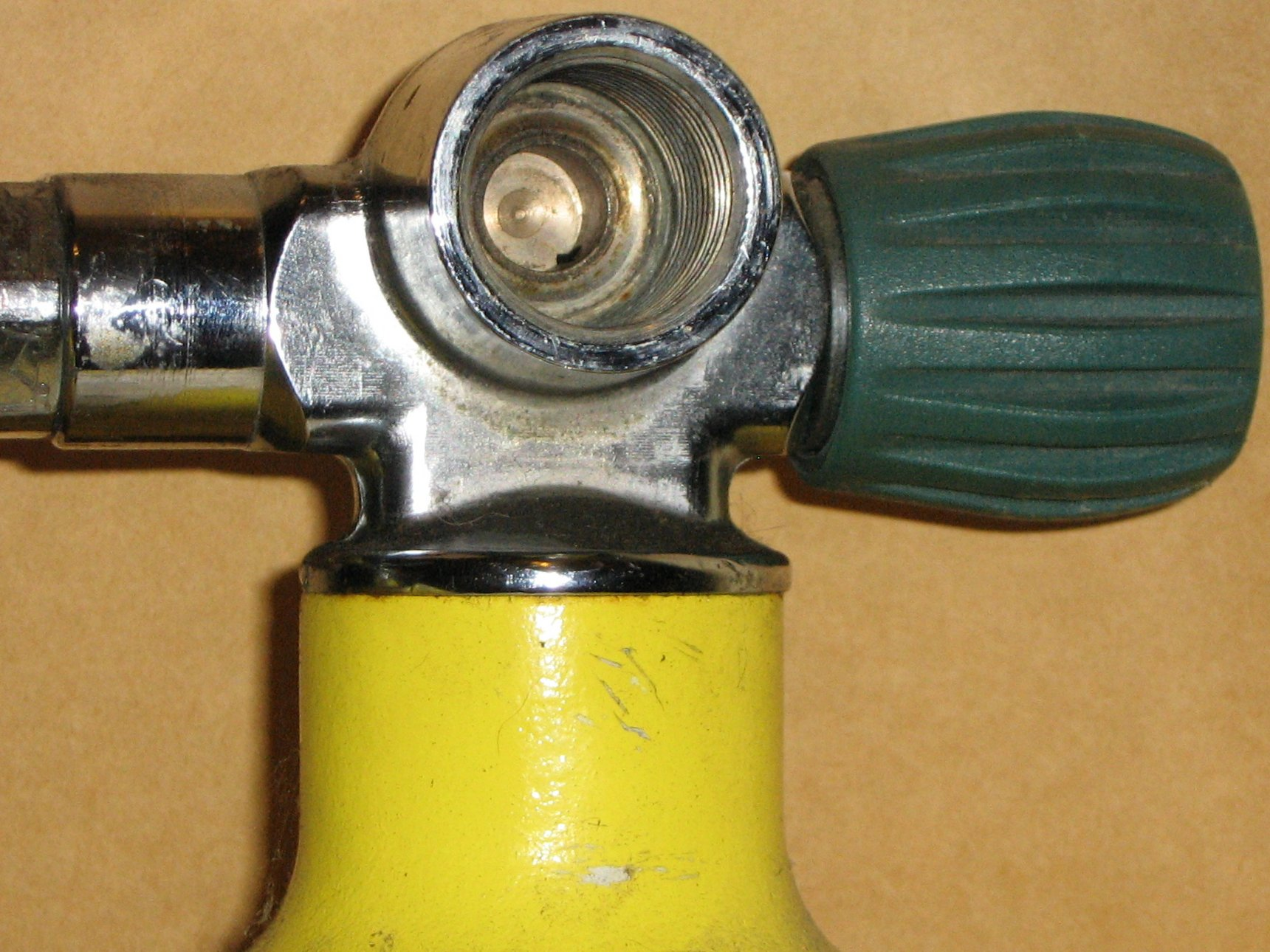
Robinet DIN

- Robinetul fără sistem de rezervă este un robinet simplu prin manevrarea căruia se realizează doar deschiderea și închiderea accesului aerului către detentor.
- Robinetul cu sistem de rezervă este un mecanism care are ca scop să evite ca scafandrul să consume, fără a fi prevenit, totalitatea aerului utilizabil din butelie, aproximativ 30 bar (sc. man.). La această presiune scafandrul este incomodat în respirație și el va trebui să tragă de o tijă care coboară un levier ce acționează rezerva, permițând astfel utilizarea celei mai mari părți a acestui ultim volum de aer devenit disponibil. După deschiderea rezervei, scafandrul trebuie să se ridice către suprafața apei.

Robinetele buteliilor de scufundare sunt prevăzute cu câte două O-ringuri plasate unul între butelie și robinet și altul între robinet și detentor pentru asigurarea etanșeității.
Robinetele mai sunt prevăzute cu o supapă de suprapresiune astfel construită încât să preîntâmpine supraîncărcarea buteliilor peste presiunea de siguranță sau apariția unei suprapresiuni a aerului existent în butelii prin încălzirea acestora. Supapele de suprapresiune sunt concepute să funcționeze la presiunea de siguranță egală cu 1,25 ... 1,50 din presiunea de încărcare.
La partea inferioară robinetele sunt prevăzute cu o prelungire, în interiorul buteliei, lungă de aproximativ 5 cm, având rolul de a împiedica apa, rugina sau alte impurități aflate în butelie să pătrundă în detentor.
Pentru bateriile de butelii alcătuite din două sau trei butelii, se utilizează un ansamblu de piese de racordare, garnituri, țevi și robinete care realizează unirea etanșă a acestora numit manifold.
În prezent sunt comercializate modele de robinete INT care este cel mai utilizat și modelul DIN standardizat în UE. La acestea se poate monta numai un etaj I de detentor INT, respectiv DIN, sau pot fi interschimbabile prin folosirea unui adaptor special.

## Suportul pentru fixarea buteliilor de scufundare pe spatele scafandrului
Suportul pentru fixarea buteliilor de scufundare pe spatele scafandrului poate fi unul clasic sau unul modern.
Suportul clasic se mai numește și harnașament și este alcătuit din două curele rezistente și reglabile ca lungime și dintr-o curea, de asemenea reglabilă, care se trece printre picioare fiind fixată de catarama centurii de lestare.
Sistemul clasic de fixare prezintă dezavantajul că permite o mobilitate mai mare a buteliei, afectând astfel echilibrul și confortul scafandrului atât în imersie cât și la suprafața apei.
Suportul modern sau (back-pack) este un suport anatomic, mai confortabil și mai stabil, ce asigură o mai bună fixare a buteliilor de scufundare pe spatele scafandrului. Back-pack-ul este prevăzut cu două curele ajustabile care trec peste umeri și cu o centură pusă în jurul taliei. Este prevăzut cu catarame cu deschidere rapidă, atât la centura de la talie cât și la curelele de la umăr, care să poată fi utilizate în caz de urgență. Susținerea buteliei la back-pack se face printr-un colier metalic care se poate strânge cu o cataramă reglabilă.

## Întreținerea și verificarea buteliilor de scufundare
Întreținerea
Întreținerea unei butelii de scufundare constă în principal în protejarea de umezeală la interior. Pentru a nu crea posibilitatea ca apa să pătrundă în robinet și în interiorul buteliei, trebuie lăsat în butelie aer la o presiune de aproximativ 7 bar (sc. man.).
Verificarea
Buteliile trebuie inspectate în fiecare an pentru a se constata dacă sunt curate, fără rugină și dacă se mai pot efectua cu ele scufundări în condiții de siguranță.
Inspectarea în interior a unei butelii se face prin deschiderea robinetului și se observă aspectul aerului evacuat din butelie. Dacă aerul prezintă o culoare albă, înseamnă că acesta este umed, iar dacă este incolor înseamnă că este uscat. Dacă aerul prezintă miros umed și metalic, înseamnă că în interiorul buteliei se află apă, ulei sau s-a format rugină. Întorcând butelia invers, nu trebuie să se audă nici un zgomot în interior. Se verifică și existența O-ringurilor.
Toate buteliile de scufundare cu aer trebuie verificate periodic, la fiecare cinci ani.
Verificarea buteliilor de scufundare se efectuează la întreprinderile care încarcă butelii și care au o secție specială pentru verificarea și repararea buteliilor, sau în centre de scufundare autorizate ISCIR. 
Verificarea periodică a buteliilor de scufundare constă din: 
- verificarea inscripționării;
- verificarea stării generale a buteliei;
- verificarea masei și a capacității;
- încercarea de presiune hidraulică.

Încercarea de presiune hidraulică se efectuează la o presiune de încercare cu 50% mai mare ca presiunea maximă admisibilă de încărcare.
De exemplu, dacă presiunea maximă de încărcare este 200 bar (sc. man.), presiunea de încercare va fi 300 bar (sc. man.).
Dacă rezultatele încercării de presiune hidraulică sunt corespunzătoare, butelia poate fi autorizată să funcționeze având inscripționate următoarele date:
- poansonul organului de verificare;
- data verificării și scadența viitoare.

## Caracteristicile aerului respirator comprimat în buteliile de scufundare
Aerul comprimat utilizat în scufundare trebuie să fie curat, uscat și filtrat astfel încât să nu conțină monoxid de carbon, bioxid de carbon, ulei, apă și alte impurități în cantități peste valorile indicate de normativele specializate.
Normele EN 12021 prevăd următoarele cantități maxime de impurități în aerul comprimat utilizat în scufundare:
- oxid de carbon (CO) = 15 ml/m3 (15 ppm);
- bioxid de carbon (CO2) = 500ml/m3 (500);
- apă = 25 mg/m3 pentru presiunea de 200 și 300 bar (sc. man.);
- ulei = 0,5 mg/m3.

Aerul trebuie să fie fără gust și fără miros (insipid și inodor).

## Încărcarea buteliilor de scufundare

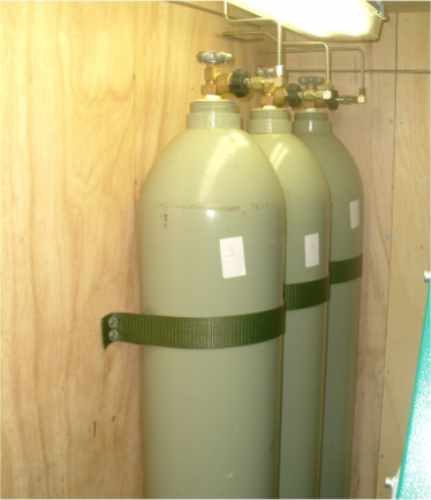
Baterie de butelii de stocaj

Buteliile de scufundare pot fi încărcate de la compresoare speciale sau de la o baterie de butelii de stocaj mai mari având capacitate internă de 40 l fiecare.
Compresoarele folosite pentru încărcarea cu aer a buteliilor de scufundare sunt prevăzute să ridice presiunea aerului în 3 ... 4 trepte de compresie, până la 200 bar (sc. man.) sau chiar 300 bar (sc. man.). Compresoarele sunt dotate cu sisteme de răcire a aerului comprimat și cu supape de siguranță care se deschid atunci când presiunea aerului depășește o anumită limită.

## Firme producătoare
- Catalina cylinders
- Faber
- Luxfer
- A.P.Valves robinete
- VisualPlus echipament verificare internă
- Fredlov scule pentru poansonare
- Galiso echipament încercare presiune hidraulică
- Gmcscuba accesorii pentru butelie